# Silver Train
 (février 2023).
La mise en forme du texte ne suit pas les recommandations de Wikipédia : il faut le « wikifier ».
Les points d'amélioration suivants sont les cas les plus fréquents :
- Les titres sont pré-formatés par le logiciel. Ils ne sont ni en capitales, ni en gras.
- Le texte ne doit pas être écrit en capitales (les noms de famille non plus), ni en gras, ni en italique, ni en « petit »…
- Le gras n'est utilisé que pour surligner le titre de l'article dans l'introduction, une seule fois.
- L'italique est rarement utilisé : mots en langue étrangère, titres d'œuvres, noms de bateaux, etc.
- Les citations ne sont pas en italique mais en corps de texte normal. Elles sont entourées par des guillemets français : « et ».
- Les listes à puces sont à éviter, des paragraphes rédigés étant largement préférés. Les tableaux sont à réserver à la présentation de données structurées (résultats, etc.).
- Les appels de note de bas de page (petits chiffres en exposant, introduits par l'outil «  Source ») sont à placer entre la fin de phrase et le point final[comme ça].
- Les liens internes (vers d'autres articles de Wikipédia) sont à choisir avec parcimonie. Créez des liens vers des articles approfondissant le sujet. Les termes génériques sans rapport avec le sujet sont à éviter, ainsi que les répétitions de liens vers un même terme.
- Les liens externes sont à placer uniquement dans une section « Liens externes », à la fin de l'article. Ces liens sont à choisir avec parcimonie suivant les règles définies. Si un lien sert de source à l'article, son insertion dans le texte est à faire par les notes de bas de page.
- La présentation des références doit suivre les conventions bibliographiques. Il est recommandé d'utiliser les modèles {{Ouvrage}}, {{Chapitre}}, {{Article}}, {{Lien web}} et/ou {{Bibliographie}}. Le mode d'édition visuel peut mettre en forme automatiquement les références.
- Insérer une infobox (cadre d'informations à droite) n'est pas obligatoire pour parachever la mise en page.

Pour une aide détaillée, merci de consulter Aide:Wikification.
Si vous pensez que ces points ont été résolus, vous pouvez retirer ce bandeau et améliorer la mise en forme d'un autre article.
Singles de The Rolling Stones
Happy
(1972) Doo Doo Doo Doo Doo (Heartbreaker) / Dancing with Mr. D
(1973)
Pistes de Goats Head Soup
Angie
(5) Hide your Love
(7)
Silver Train est une chanson du groupe de rock britannique The Rolling Stones parue d'abord sur la face B du single Angie le 20 août 1973, puis le 31 août 1973 sur l'album Goats Head Soup.

## Historique
La chanson a été enregistrée pour la première fois en 1970 lors des sessions Sticky Fingers. Elle a ensuite été réenregistré en mai et juin 1973 et c'est cette version qui sera publiée.
La chanson a été jouée quatre fois en concert en 1973 et n'a été rejouée depuis qu'en 2014 à Tokyo et à Brisbane lors de la tournée 14 On Fire avec Mick Taylor comme invité spécial.

## Analyse
Les paroles évoquent une relation entre un homme et une prostituée.
Le critique de Rolling Stone, Bud Scoppa, a dit ceci à propos de la chanson : "La deuxième face s'ouvre modestement avec Silver Train, une chanson rock & roll avec une saveur pré-rock. L'approche des Stones ressemble à leur adaptation Stop Breaking Down [de Robert Johnson], l'un des remplisseur de l'album Exile on Main St. : beaucoup de guitare slide gémissante. Ils soulignent également, avec leurs cris assourdissants assemblés, le refrain engageant de la chanson. Silver Train est la meilleure des chansons secondaires de l'album".

## Reprises
Johnny Winter avait entendu une démo de la chanson et en avait enregistré une reprise pour son album Still Alive and Well en 1973 (Columbia Records). Sa version est parue avant celle de l'album Goats Head Soup.
Les Black Crowes ont également repris la chanson en concert. Silver Train apparaît également sur l'album Too Hot For Snakes de Carla Olson / Mick Taylor, sorti pour la première fois en 1991 et réédité à l'automne 2012.

## Personnel
Crédités:
- Mick Jagger: chant, chœurs, guitare électrique, harmonica
- Keith Richards: guitare électrique, basse, chœurs
- Mick Taylor:guitare électrique, chœurs
- Charlie Watts: batterie
- Ian Stewart: piano
- Jimmy Miller: percussions